# Songs in Red and Gray
Songs in Red and Gray — шестой студийный альбом американской фолк-певицы Сюзанны Веги, вышедший в сентябре 2001 года. Диск получил положительные отзывы музыкальной критики в США. Сайт Metacritic дал ему 81 балл из 100 в своём анализе рецензий и отзывов.
Первый альбом, написанный после разрыва с Митчеллом Фрумом (Mitchell Froom), бывшим мужем (в 1996—1998) и продюсером её записей, что позволило музыкальному стилю вернуться к ранним записям певицы, такому какой поклонники могли видеть на дисках Suzanne Vega и Solitude Standing. Альбом был назван лучшей работой певицы. 

## Об альбоме
В альбоме Songs in Red and Gray Вега возвращается к своему характерному акустическому фолк-попу, отказываясь от экспериментов, которые она проводила в 1990-х годах с мужем, продюсером Митчеллом Фрумом. Новый продюсер Руперт Хайн, известный своей работой с нововолновыми группами 80-х годов, использует электронные ритмы, но в основном дает Веге возможность доминировать с поомощью её голоса и гитары. Большинство песен, таких как «Widow's Walk» и «If I Were a Weapon», касаются распада брака Веги с Фрумом. Её «спокойное, приглушённое, ясное пение» контрастирует с «настроением разбитой, но дерзкой борьбы». Тексты в этом альбоме — «самые личные и откровенные песни», которые она когда-либо писала за свою карьеру.

## Список композиций
Все треки написаны самой Сюзанной Вегой, кроме специально обозначенных
1. «Penitent» — 4:16
2. «Widow’s Walk» — 3:33
3. «(I’ll Never Be) Your Maggie May» — 3:47
4. «It Makes Me Wonder» — 4:00
5. «Soap and Water» — 3:03
6. «Songs in Red and Gray» — 4:18
7. «Last Year’s Troubles» — 3:35
8. «Priscilla» — 4:14
9. «If I Were a Weapon» — 2:45
10. «Harbor Song» — 4:18
11. «Machine Ballerina» — 2:57
12. «Solitaire» — 2:10
13. «St. Clare» — 2:30 (автор Джек Харди)

## Участники записи
Источник:
- Сюзанна Вега — вокал, акустическая гитара
- Руперт Хайн — ударные (программирование), бас-гитара, фортепиано, струнные, клавишные, перкуссия, деревянные духовые музыкальные инструменты
- Герри Леонард — акустическая гитара, электрогитара, мандолина
- Мэтт Джонсон — ударные
- Майк Висцеглия — бас-гитара
- Джей Беллероуз — ударные
- Дуг Йоуэлл — ударные, перкуссия
- Памела Сью Мэн — бэк-вокал

## Чарты

### Альбом
| Год  | Чарт                | Высшая позиция |
| ---- | ------------------- | -------------- |
| 2001 | Top Internet Albums | 22             |
| 2001 | The Billboard 200   | 178            |